# Mega Man (trò chơi điện tử 1987)
Mega Man, được biết đến với cái tên Rockman (ロックマン Rokkuman)  tại Nhật Bản, là một trò chơi video nền tảng hành động năm 1987 được phát triển và phát hành bởi Capcom cho Hệ thống giải trí Nintendo (NES). Nó được đạo diễn bởi Akira Kitamura, với Nobuyuki Matsushima là lập trình viên chính, và là trò chơi đầu tiên của nhượng quyền thương mại Mega Man và loạt trò chơi video gốc. Mega Man được sản xuất bởi một nhóm nhỏ dành riêng cho thị trường bảng điều khiển gia đình, lần đầu tiên cho Capcom, người trước đây tập trung vào các tựa game arcade.
Trò chơi bắt đầu cuộc đấu tranh của robot hình người và nhân vật người chơi Mega Man chống lại nhà khoa học điên rồ Tiến sĩ Wily và sáu Master Robot dưới sự kiểm soát của anh ta. ' Mega Man gameplay phi tuyến cho phép người chơi lựa chọn thứ tự trong đó để hoàn thành ban đầu của nó Sáu giai đoạn. Mỗi đỉnh điểm trong một trận đấu trùm "Robot Master", thưởng cho nhân vật người chơi một vũ khí độc đáo. Một phần của chiến lược của trò chơi bao gồm chọn thứ tự để giải quyết các giai đoạn để kiếm vũ khí sẽ hữu ích nhất cho các giai đoạn trong tương lai.
Các nhà phê bình đánh giá cao Mega Man về thiết kế tổng thể, mặc dù trò chơi không thành công về mặt thương mại. Mega Man đã thiết lập nhiều quy ước về trò chơi, cốt truyện và đồ họa xác định các phần tiếp theo, phần phụ và phần phụ. Trò chơi đã được đưa vào các phần tổng hợp trò chơi, được phát hành lại trên điện thoại di động và trở thành một phần của dịch vụ mô phỏng giao diện điều khiển. Nó đã nhận được bản làm lại 3D đầy đủ có tiêu đề Mega Man Powered Up năm 2006.
Vào năm 200X, robot được phát triển để hỗ trợ nhân loại là điều phổ biến nhờ những nỗ lực của nhà thiết kế robot nổi tiếng Dr. Light. Tuy nhiên, một ngày nọ, những robot này vượt khỏi tầm kiểm soát và bắt đầu tấn công dân chúng, trong số đó có sáu robot hình người tiên tiến do Tiến sĩ Light chế tạo cho mục đích công nghiệp: Cut Man, Guts Man, Ice Man, Bomb Man, Fire Man và Elec Man. Anh ta nhận ra thủ phạm là đối thủ cũ của mình, Tiến sĩ Wily (người âm mưu chiếm lấy thế giới), nhưng không biết phải làm gì. Robot trợ giúp Rock của anh, có ý thức mạnh mẽ về công lý, đề nghị được chuyển đổi thành robot chiến đấu để ngăn chặn kế hoạch của Tiến sĩ Wily, trở thành Mega Man. Trong thời gian, anh ta đánh bại sáu robot và phục hồi lõi trung tâm của chúng, sau đó đối đầu với Tiến sĩ Wily trong nhà máy sản xuất robot có trụ sở tại Thái Bình Dương của mình (tình cờ là robot sản xuất hàng loạt của Dr. Light). Sau trận đấu cuối cùng, Wily bị đánh bại và Mega Man trở về với gia đình.
Bản phát hành phương Tây ban đầu của trò chơi, trong khi vẫn giữ nguyên cốt truyện cơ bản, đã thay đổi đáng kể một số chi tiết từ hướng dẫn sử dụng gốc của Nhật Bản. Trong phiên bản này, Tiến sĩ Light và Tiến sĩ Wily (ở đây trợ lý của Light trở nên không trung thành) cùng tạo ra robot hình người Mega Man cùng với sáu robot tiên tiến, mỗi robot được thiết kế vì lợi ích của công dân Monsteropolis  (không có nơi nào như vậy tồn tại trong cốt truyện gốc). Tiến sĩ Wily phát triển không trung thành với đối tác của mình và lập trình lại sáu robot này để hỗ trợ mình kiểm soát thế giới, tạo ra bảy đế chế của Monsteropolis. Tiến sĩ Light gửi Mega Man để tiêu diệt những sáng tạo của anh ta và ngăn chặn Tiến sĩ Wily.

## Trò chơi

Mega Man tìm đường qua sân khấu của Cut Man. Điểm của người chơi được hiển thị ở trên cùng của màn hình và thước đo sức khỏe của Mega Man được hiển thị ở bên trái.

Mega Man bao gồm sáu cấp độ platformer cuộn bên do người chơi tự do lựa chọn. Ở mỗi cấp, nhân vật người chơi, Mega Man, chiến đấu với nhiều kẻ thù và chướng ngại vật khác nhau trước khi đối mặt với trùm "Robot Master" ở cuối cấp. Khi đánh bại trùm, người chơi sẽ đồng hóa đòn tấn công đặc trưng của Robot Master, hoặc "Vũ khí đặc biệt", vào kho vũ khí của Mega Man trong phần còn lại của trò chơi.  Không giống như Mega Buster tiêu chuẩn (Rock Buster ở Nhật Bản), sức mạnh của Robot Master đã hạn chế lượng đạn được bổ sung bằng cách thu thập các tế bào đạn được thả bởi kẻ thù bị đánh bại một cách ngẫu nhiên.  Kẻ thù cũng thả các tế bào năng lượng bổ sung chỉ số sức khỏe của Mega Man.Mặc dù người chơi có thể tự do tiến hành trò chơi theo bất kỳ thứ tự nào, mỗi Robot Master đặc biệt dễ bị tổn thương bởi một vũ khí cụ thể, điều này khuyến khích người chơi hoàn thành một số giai đoạn nhất định trước những người khác. Người chơi cũng có thể xem lại các cấp độ đã xóa. Bên cạnh những vũ khí lấy từ Robot Masters, người chơi có thể nhặt được một vật phẩm tạo nền tảng được gọi là "Tia nam châm" trong sân khấu của Elec Man.
Mega Man cũng có hệ thống tính điểm trong đó người chơi ghi điểm khi đánh bại kẻ thù và kiếm thêm điểm để thu thập sức mạnh từ kẻ thù rơi và để dọn dẹp từng giai đoạn. Mỗi bậc thầy robot có giá trị ngẫu nhiên từ 50.000 đến 100.000 điểm trong khi Tiến sĩ Wily luôn có giá trị 200.000 điểm. Hệ thống tính điểm đã bị xóa trong các trò chơi Mega Man sau này vì nó không mang lại lợi ích gì cho người chơi. Điểm số cao không kiếm được thêm mạng sống, chúng không được ghi lại, vv và nói chung là vô nghĩa.
Khi tất cả sáu giai đoạn Robot Master hoàn thành, giai đoạn thứ bảy và cuối cùng xuất hiện ở giữa menu chọn giai đoạn. Giai đoạn này, trong đó người chơi đi ngang qua nhà máy robot của Tiến sĩ Wily, là một chuỗi gồm bốn giai đoạn thường xuyên được liên kết với nhau, mỗi giai đoạn có ít nhất một ông chủ mới. Trong những giai đoạn cuối cùng, sáu Master Robot cũng phải được chiến đấu một lần nữa theo thứ tự định trước trước cuộc đối đầu cuối cùng với Tiến sĩ Wily.

## Phát triển
Trước Mega Man, Capcom chủ yếu làm game arcade và các phiên bản console của họ chủ yếu là bản port của những tựa game này. Vào giữa những năm 1980, Capcom đã lên kế hoạch phát triển Mega Man dành riêng cho thị trường máy chơi game gia đình Nhật Bản.  Họ quyết định mang đến những tài năng trẻ, mới mẻ cho đội bóng nhỏ, bao gồm nghệ sĩ Keiji Inafune, một sinh viên tốt nghiệp đại học gần đây, người bắt đầu vào đội Street Fighter.   Inafune kể lại rằng nhóm phát triển Mega Man đã làm việc cực kỳ chăm chỉ để hoàn thành sản phẩm cuối cùng,  với một giám sát viên dự án và nhà thiết kế chính, người tìm kiếm sự hoàn hảo trong mọi khía cạnh có thể của trò chơi.
Nhóm phát triển cho Mega Man chỉ gồm sáu người. Inafune (được ghi là "Inafuking") đã thiết kế và minh họa gần như tất cả các nhân vật và kẻ thù của trò chơi, cũng như logo Rockman Nhật Bản, hộp nghệ thuật và hướng dẫn sử dụng. Ông cũng chịu trách nhiệm đưa các thiết kế này thành dạng sprite đồ họa.  "Chúng tôi không có [rất nhiều] người, vì vậy sau khi vẽ thiết kế nhân vật, tôi thực sự đã thực hiện việc chấm điểm (pixelation) cho Nintendo," Inafune nói. "Trước đó, mọi người không chuyên và chúng tôi phải làm nhiều việc khác nhau vì có quá ít người, vì vậy tôi thực sự đã kết thúc việc làm tất cả các nhân vật."  Inafune bị ảnh hưởng bởi nhân vật chính cùng tên của truyện tranh Astro Boy của Osamu Tezuka trong Mega Man của anh ấy  kiểu dáng. Mega Man có màu xanh lam do những hạn chế kỹ thuật của bảng điều khiển NES: màu sắc có nhiều sắc thái nhất trong bảng màu 56 màu giới hạn của bảng điều khiển và lựa chọn mở rộng đã được sử dụng để nâng cao chi tiết của Mega Man.  Mặc dù anh ta thường được tín nhiệm vì đã thiết kế nhân vật, Inafune khẳng định rằng anh ta "chỉ làm một nửa công việc trong việc tạo ra anh ta", vì người cố vấn của anh ta đã phát triển khái niệm nhân vật cơ bản trước khi Inafune đến. Các họa tiết cơ bản cho Roll và Dr. Light đã được tạo ra trước khi Inafune tham gia dự án và các thiết kế cho Cut Man, Ice Man, Fire Man và Guts Man đang trong quá trình.  Bên cạnh những kẻ thù bình thường, nhân vật đầu tiên của Inafune là Elec Man, được truyền cảm hứng từ các nhân vật truyện tranh Mỹ.   Nghệ sĩ đã nhận xét rằng Elec Man luôn là thiết kế yêu thích của anh.  Các thiết kế cho Tiến sĩ Light và Tiến sĩ Wily lần lượt dựa trên Santa Claus và Albert Einstein; nhân vật thứ hai có nghĩa là đại diện cho một " nhà khoa học điên " nguyên mẫu.
Nhóm nghiên cứu ban đầu đã xem xét các tên như "Mighty Kid", "Knuckle Kid" và "Rainbow Man" trước khi đưa ra quyết định cuối cùng.  Tên "Cầu vồng" được xem xét bởi vì nhân vật có thể thay đổi thành bảy màu dựa trên vũ khí được chọn. Đội ngũ sản xuất đã chọn một mô-típ âm nhạc khi đặt tên cho các nhân vật chính trong Mega Man. Tên ban đầu của nhân vật chính là Rock và tên của chị gái anh ta là Roll, một vở kịch với thuật ngữ " rock and roll ".  Kiểu đặt tên này sau đó sẽ mở rộng ra nhiều nhân vật trong suốt bộ truyện.   Một trong những cốt truyện ban đầu được nhóm nghiên cứu xem xét nhưng không được sử dụng trong trò chơi cuối cùng là trò chơi là để Roll bị bắt cóc và Rock phải giải cứu cô.  Một ý tưởng khác bao gồm một trận đấu trùm chống lại một con lăn khổng lồ ở gần cuối trò chơi.
Nhóm đã quyết định kết hợp các yếu tố anime cho hoạt hình của trò chơi. Inafune giải thích: "Bàn tay của [Mega Man] biến thành một khẩu súng và bạn thực sự có thể thấy nó ra khỏi tay anh ta. Chúng tôi muốn đảm bảo rằng hình ảnh động và chuyển động là thực tế và thực sự có ý nghĩa. Vì vậy, với Mega Man, chúng tôi đã có sự pha trộn hoàn hảo giữa nhân vật game với ý tưởng hoạt hình. "  Trò chơi cho Mega Man được lấy cảm hứng từ trò chơi kéo giấy đá.  Người giám sát dự án muốn có một hệ thống đơn giản cung cấp "lối chơi sâu sắc".  Mỗi vũ khí gây ra một lượng sát thương lớn cho một Robot Master cụ thể, những vũ khí khác không có tác dụng gì với chúng và không có vũ khí nào thống trị tất cả các vũ khí khác. Mega Man ban đầu có thể cúi mình, nhưng nhóm đã quyết định chống lại nó vì nó khiến khả năng xác định chiều cao của các viên đạn trên màn hình trở nên khó khăn hơn.  Naoya Tomita (được ghi là "Tom Pon") đã bắt đầu làm việc trên nền tảng danh lam thắng cảnh của Mega Man ngay sau khóa đào tạo Capcom của mình. Tomita đã chứng tỏ bản thân trong số các đồng nghiệp của mình bằng cách vượt qua những thách thức về sức mạnh hạn chế của giao diện điều khiển thông qua việc tối đa hóa việc sử dụng các yếu tố nền.
Mega Man được ghi bởi Manami Matsumae (ghi là "Chanchacorin Manami"), người sáng tác âm nhạc, tạo ra các hiệu ứng âm thanh, và lập trình dữ liệu trong ba tháng, sử dụng một trình điều khiển âm thanh được lập trình bởi Yoshihiro Sakaguchi (ghi là "Yuukichan của Cha"). Các nốt nhạc được dịch từng cái một sang ngôn ngữ máy tính. Matsumae bị thách thức bởi giới hạn sáng tạo của ba nốt nhạc có sẵn tại một thời điểm và khi cô không thể viết bài hát, cô đã tạo ra các hiệu ứng âm thanh.
Khi trò chơi được bản địa hóa để phân phối ở Mỹ, Capcom đã thay đổi tiêu đề của trò chơi từ Rockman thành Mega Man. Tên gọi này được tạo ra bởi Phó Chủ tịch cấp cao lúc đó của Capcom Joseph Marici, người tuyên bố nó đã được thay đổi chỉ vì ông không thích tên ban đầu. "Tiêu đề đó thật kinh khủng," Marici nói. "Vì vậy, tôi đã nghĩ ra Mega Man và họ thích nó đủ để tiếp tục sử dụng nó cho các trò chơi ở Mỹ."  Nadia Oxford của 1UP.com quy cho sự thay đổi này với niềm tin của Capcom rằng trẻ em Mỹ sẽ thích thú hơn với một trò chơi có tựa đề sau.

## Tiếp nhận
Các nhà phê bình đã nhận được Mega Man tốt, mặc dù trò chơi bán kém. AllGame mô tả phiên bản NES của trò chơi là "sự pha trộn gần như hoàn hảo giữa hành động, thử thách và âm thanh xuất sắc" và trao cho nó năm sao, xếp hạng cao nhất của họ.  Lucas M. Thomas của IGN đã mô tả trò chơi này là một "tác phẩm kinh điển không thể phủ nhận" đối với NES, lưu ý đến đồ họa, lối chơi dựa trên vũ khí sáng tạo và âm nhạc.  Biên tập viên IG Casamassina của IGN tuyên bố: " Mega Man là một trong những ví dụ điển hình nhất về đồ họa tuyệt vời, âm nhạc tuyệt vời và lối chơi gần như hoàn hảo được đưa vào một hộp mực". Các nhà văn của GameSpot, Christian Nutt và Justin Speer, đã xác định trò chơi này là một "người chiến thắng trong trò chơi" được cấp "bài thuyết trình thấp". Jeremy Giáo xứ của 1UP.com cũng đã phác thảo nó như là một "khởi đầu quyến rũ (nếu hơi thô bạo) cho bộ truyện". Cho dù tích cực hay tiêu cực, Mega Man thường được đón nhận là rất khó khăn. Casamassina của IGN đã tìm thấy trò chơi khó nhất trong nhượng quyền thương mại và trong số những tựa game khó nhất trên NES.  Thomas của IGN đã quan sát thấy rằng sự kết hợp giữa độ khó cao và độ dài ngắn của nó làm tổn thương khả năng chơi lại của nó.  Theo 1UP.com, các ông chủ Mega Man "cứng" của Nintendo đã khiến trò chơi khác biệt so với hai phần tiếp theo ngay lập tức và phổ biến hơn. Toàn bộ! nhìn lại đặc trưng của trò chơi là "một cơn ác mộng nền tảng quá mức và không thể vui được".
Mega Man cũng đã nhận được nhiều danh hiệu khác nhau từ các tạp chí và trang web trò chơi video. IGN đã liệt kê trò chơi ở vị trí thứ 30 trong "100 trò chơi NES hàng đầu mọi thời đại". Nintendo Power đã xếp Mega Man ở vị trí thứ 20 trong "100 trò chơi hay nhất mọi thời đại của Nintendo" trong số phát hành thứ 100 tháng 9 năm 1997, sau đó ở vị trí 61 trong "200 trò chơi hàng đầu" trong số phát hành thứ 200 năm 2006.   1UP.com đã đưa nó vào "Top 5 trò chơi điện tử bị bỏ qua hàng đầu" của họ và là số 17 trong danh sách "25 trò chơi NES hàng đầu" của họ. Tạp chí The Games Machine của Anh đã trao tặng giải thưởng "Star Player" sau khi ra mắt tại các khu vực PAL.

Tác phẩm nghệ thuật không chính xác của phiên bản phát hành Bắc Mỹ Mega Man nổi tiếng với chất lượng kém và được Inafune đổ lỗi cho doanh số yếu của khu vực.

Bộ phận bán hàng của Capcom ban đầu tin rằng trò chơi sẽ không bán, nhưng sau khi Nhật Bản nhận được số lượng hạn chế, nó đã được coi là đủ thành công để nhanh chóng ủy thác một địa phương hóa của Mỹ. Là một phần của quá trình nội địa hóa vội vã, chủ tịch của Capcom U.S.A. đã nói với đại diện tiếp thị sẽ có một trang bìa được thực hiện vào ngày hôm sau, vì vậy anh ta đã có một người bạn vẽ nó trong vòng khoảng sáu giờ. Inafune đổ lỗi cho màn trình diễn ở Bắc Mỹ tương đối kém của trò chơi về nghệ thuật bìa đặc trưng của khu vực, mà hình dung các yếu tố không có trong trò chơi: Bản thân Mega Man giống một người đàn ông trung niên hơn là một cậu bé, trang phục của anh ta có màu vàng và xanh thay vì hoàn toàn màu xanh và anh ta đang cầm một khẩu súng ngắn thay vì có khẩu súng thần công. Trong những năm qua, ảnh bìa trở nên khét tiếng trong cộng đồng game. Nó đã được coi là một trong những trang bìa game tồi tệ nhất mọi thời đại bởi các ấn phẩm bao gồm GameSpy, Wired và OC Weekly. Vũ trụ Mega Man bị hủy bỏ có một nhân vật có thể chơi được "Bad Box Art Mega Man" cùng với Mega Man 8 bit cổ điển. "Bad Box Art Mega Man" đã trở thành một nhân vật có thể chơi trong Street Fighter X Tekken.
Với rất ít thông tin báo chí ở nước ngoài tiết kiệm cho một quảng cáo toàn trang trên Nintendo Fun Club News, doanh số đã đạt được động lực vượt trội, khiến trò chơi trở thành một cơn buồn ngủ. Mặc dù Mega Man không phải là một thành tựu thương mại lớn cho Capcom, công ty đã quyết định cho phép nhóm phát triển tạo ra phần tiếp theo, Mega Man 2, cho phiên bản phát hành năm 1988 của Nhật Bản. Nhiều yếu tố thiết kế được cắt ra từ Mega Man ban đầu do giới hạn về không gian như các nhân vật kẻ thù được lên kế hoạch đã được đưa vào trò chơi tiếp theo. Mega Man 2, với nghệ thuật hộp được cải tiến rất nhiều, mặc dù vẫn lặp lại lỗi 'súng lục', không thay đổi theo hướng từ Capcom America, đến họa sĩ minh họa trò chơi kỳ cựu Marc Ericksen, ('Strider, Galaga, Bad Dudes'), đã chứng tỏ là một thành công như vậy rằng nó đã củng cố Mega Man là một trong những nhượng quyền thương mại dài nhất của Capcom. Do "nhu cầu quá lớn", Capcom đã phát hành lại Mega Man ban đầu ở Bắc Mỹ vào tháng 9 năm 1991. Capcom mang đồ họa 8 bit tương tự và xuất hiện trong Mega Man ban đầu vào năm trò chơi tiếp theo trong loạt trò chơi chính. Mặc dù phần tiếp theo có cốt truyện phức tạp hơn, cơ chế chơi trò chơi bổ sung và đồ họa tốt hơn, các yếu tố cốt lõi do Mega Man khởi xướng vẫn giống nhau trong toàn bộ series. Mega Man 9 và Mega Man 10 sau đó sẽ trở lại phong cách đồ họa quen thuộc được đặt ra bởi tiêu đề này. Hệ thống tính điểm trong Mega Man đã không có mặt trong bất kỳ phần tiếp theo nào của nó.
Theo GamesRadar, Mega Man là trò chơi đầu tiên có tùy chọn "chọn cấp độ" phi tuyến, trái ngược hoàn toàn với các game tuyến tính như Super Mario Bros. và các game thế giới mở như The Legend of Zelda và Metroid. GamesRadar tin rằng tính năng "chọn cấp độ" của Mega Man làm cơ sở cho cấu trúc nhiệm vụ phi tuyến tính được tìm thấy trong hầu hết các nhiệm vụ đa nhiệm, thế giới mở, các trò chơi nặng về phụ, như Grand Theft Auto, Red Dead Redemption và Spider-Man: Shazed

## Làm lại và phát hành lại
Mega Man đã được phát hành lại nhiều lần kể từ khi ra mắt năm 1987. Một phiên bản với đồ họa nâng cao và âm nhạc được sắp xếp đã được đưa vào cùng với Mega Man 2 và Mega Man 3 trong phần tổng hợp Sega Mega Drive Mega Man: The Wily Wars. Một bản chuyển thể khác của trò chơi đã được phát hành tại Nhật Bản trên PlayStation như một phần của loạt Rockman Complete Works vào năm 1999.  Phiên bản này cũng có tính năng âm nhạc được sắp xếp cùng với "Chế độ Navi" đặc biệt hướng người chơi theo các phần nhất định của các cấp độ.  Mega Man được tổng hợp với chín trò chơi khác trong sê-ri trong Bộ sưu tập kỷ niệm Mega Man của Bắc Mỹ được phát hành cho PlayStation 2 và GameCube năm 2004 và Xbox năm 2005. Một phiên bản điện thoại di động của Mega Man do Lavastorm phát triển đã được phát hành để tải xuống ở Bắc Mỹ vào năm 2004.  Một bản phát hành điện thoại di động Nhật Bản năm 2007 riêng biệt đã nhận được bản cập nhật năm 2008 thêm tùy chọn để chơi dưới dạng Roll. Mega Man cho NES đã được phát hành lại trên dịch vụ Bảng điều khiển ảo cho ba hệ thống khác nhau: Wii ở Châu Âu vào năm 2007 và ở Bắc Mỹ và Nhật Bản vào năm 2008, 3DS vào năm 2012 và cho Wii Bạn năm 2013 Phiên bản Complete Works của trò chơi đã được cung cấp trên PlayStation Store ở cả Nhật Bản và Bắc Mỹ.
Một phiên bản làm lại nâng cao có tên Mega Man Powered Up - được gọi là Rockman Rockman (ロックマン ロックマン)  tại Nhật Bản - đã được phát hành trên toàn thế giới cho PSP vào năm 2006. Trò chơi có một đại tu đồ họa với mô hình nhân vật kiểu chibi 3D với đầu lớn và thân hình nhỏ. Inafune ban đầu đã lên kế hoạch để khiến Mega Man nhìn theo cách này, nhưng không thể do các hạn chế về phần cứng của NES. Nhà sản xuất Tetsuya Kitabayashi tuyên bố rằng việc thiết kế lại các mô hình nhân vật là kết quả của tỷ lệ màn hình rộng 16: 9 của PSP. Các đầu lớn hơn trên các ký tự cho phép nhóm phát triển tạo ra các biểu cảm khuôn mặt có thể nhìn thấy. "Khái niệm cho những thiết kế này là" đồ chơi ". Chúng tôi muốn các thiết kế dễ thương hướng đến những đứa trẻ... những loại nhân vật mà bạn thấy treo trên móc khóa và như vậy, "nhà thiết kế nhân vật Tatsuya Yoshikawa giải thích. "Không chỉ vậy, tôi chắc chắn đã nói với các nhà thiết kế không tiết kiệm bất kỳ chi tiết nào về Mega Man ban đầu. Chúng tôi muốn tỷ lệ và chuyển động của chúng cũng được phản ánh chính xác trong các thiết kế này. "  Vì kích thước của các giai đoạn làm lại không tỷ lệ thuận với các giai đoạn ban đầu, tỷ lệ màn hình rộng cũng mang đến cho các nhà phát triển nhiều không gian hơn để lấp đầy.
Mega Man Powered Up có hai kiểu chơi: "Phong cách cũ" có thể so sánh với phiên bản NES ngoài bản trình bày được cập nhật và "Phong cách mới" sử dụng toàn bộ màn hình rộng của PSP và chứa các đoạn cắt cảnh với diễn xuất bằng giọng nói, bố cục sân khấu thay đổi, âm nhạc được phối lại và ba chế độ khó cho từng giai đoạn. Chế độ này cũng bổ sung thêm hai Robot Master mới (Người dầu và Người thời gian). Phiên bản NES ban đầu dự định có tổng cộng tám Robot Master, nhưng đã bị cắt giảm xuống còn sáu do lịch trình chặt chẽ. Ngoài ra, phiên bản làm lại cho phép người chơi mở khóa và chơi xuyên suốt trò chơi dưới dạng tám Robot Master, Roll và Protoman. Các giai đoạn Phong cách mới khác về cấu trúc so với Phong cách cũ, với một số con đường chỉ có thể truy cập được đối với các Robot Master cụ thể. Mega Man Powered Up cũng có Chế độ Thử thách với 100 thử thách cần hoàn thành, trình chỉnh sửa cấp độ để tạo các giai đoạn tùy chỉnh và tùy chọn phân phối các cấp độ do người hâm mộ tạo ra cho dịch vụ trực tuyến PlayStation Network. Mega Man Powered Up nhận được đánh giá tích cực, với tổng điểm 83% trên GameRankings và 82 trên 100 trên Metacritic Tính đến  tháng 5 năm 2010. Bản làm lại được bán kém ở bán lẻ, và sau đó được phát hành dưới dạng tải xuống có trả tiền trên cửa hàng kỹ thuật số PlayStation Network của Nhật Bản   và dưới dạng Mega Man Maverick Hunter X ở Nhật Bản và Bắc Mỹ. Capcom đã dịch thêm Mega Man Powered Up sang tiếng Trung Quốc để phát hành ở châu Á vào năm 2008 